# オバシギダチョウ
オバシギダチョウ（尾羽鷸駝鳥、学名：Tinamus solitarius）は、シギダチョウ目シギダチョウ科に分類される鳥類の一種。地上性の古顎類であり、ブラジル東部の大西洋岸森林に生息する。

## 分類
本種を含むシギダチョウ目は広い意味では走鳥類であるが、全種が飛べない鳥である狭義の走鳥類とは異なり、飛翔力は高くは無いが飛翔自体は可能である。走鳥類はすべて先史時代の飛翔性鳥類から進化しており、シギダチョウ類はこれらの祖先に最も近い現生種である。以前はブラジルのペルナンブコ州とアラゴアス州に生息する T. s. pernambucensis と、パラグアイ南東部とアルゼンチン北東部に生息する T. s. solitarius の2亜種に分けられていた。しかし色彩に変異はあれど、亜種レベルの違いは無いと判明した。背中の色はオリーブ色から錆色まで様々であり、首の下側の羽毛の色も多様である。これらの領域の黒い縞模様は多かれ少なかれ濃い色をしている。体が黄色く、首に縞模様のある個体群が亜種 pernambucensis とされていた。

## 分布と生息地
ブラジルではバイーア州南東部、ミナスジェライス州東部、エスピリトサント州、リオデジャネイロ、サンパウロ、マットグロッソ・ド・スル州東部、パラナ州、サンタ・カタリーナ州、リオグランデ・ド・スル州北部に分布する。パラグアイ南東部とアルゼンチン最北東のミシオネス州でも見られる。
低地の湿潤な熱帯林から、海抜1,200mまでの山地林にかけ生息する。二次林にも生息し、広範囲に利用されている土地でも見られ、ある程度の選択伐採にも耐える。大規模な外来樹木の植林地はあまり好まれない。しかし密集したクズウコン科や Merostachys 属、さらに背の高いグアドゥア属や完全に成長したジュサラヤシを含む二次林が点在する地域では、狩猟に耐えられるほど豊富である。撹乱が小さい密生した雲霧林と山地の移行帯では、400ヘクタールほどの小さな森林に繁栄した個体群が存在することがある。

## 形態
大型のシギダチョウで、体色は茶色で黒い縞模様が入る。首、胸、側面は灰色、腹は白色である。頭頂部は暗褐色、喉は白色、頭と首は黄色がかった白色で、首の側面には特徴的な黄褐色の線が入る。全長は平均45cm。

## 生態
他のシギダチョウと同様に、光沢のあるカラフルな殻を持つ奇妙な形の卵を産み、果実や地上や背の低い植物の種子を食べる。雄は地上にある巣で卵を温め、幼鳥が巣立つまでの短期間は子育ても行う。

## 脅威と保全
都市化、工業化、農地拡大、道路建設に伴う森林伐採、過剰な狩猟が脅威となっている。IUCNは近危急種に分類しており、その分布域は1,070,000km2、成熟個体の数は50,000-200,000羽とされる。以前に亜種 pernambucensis と呼ばれていた個体群は非常に稀で、既に絶滅している可能性もある。歴史的にもかなり珍しく、標本の数はおそらく6羽以下である。適切な生息地であれば導入は難しくないと言われ、元々生息していなかった610ヘクタールの森林にも生息していることが記録された。

## 画像

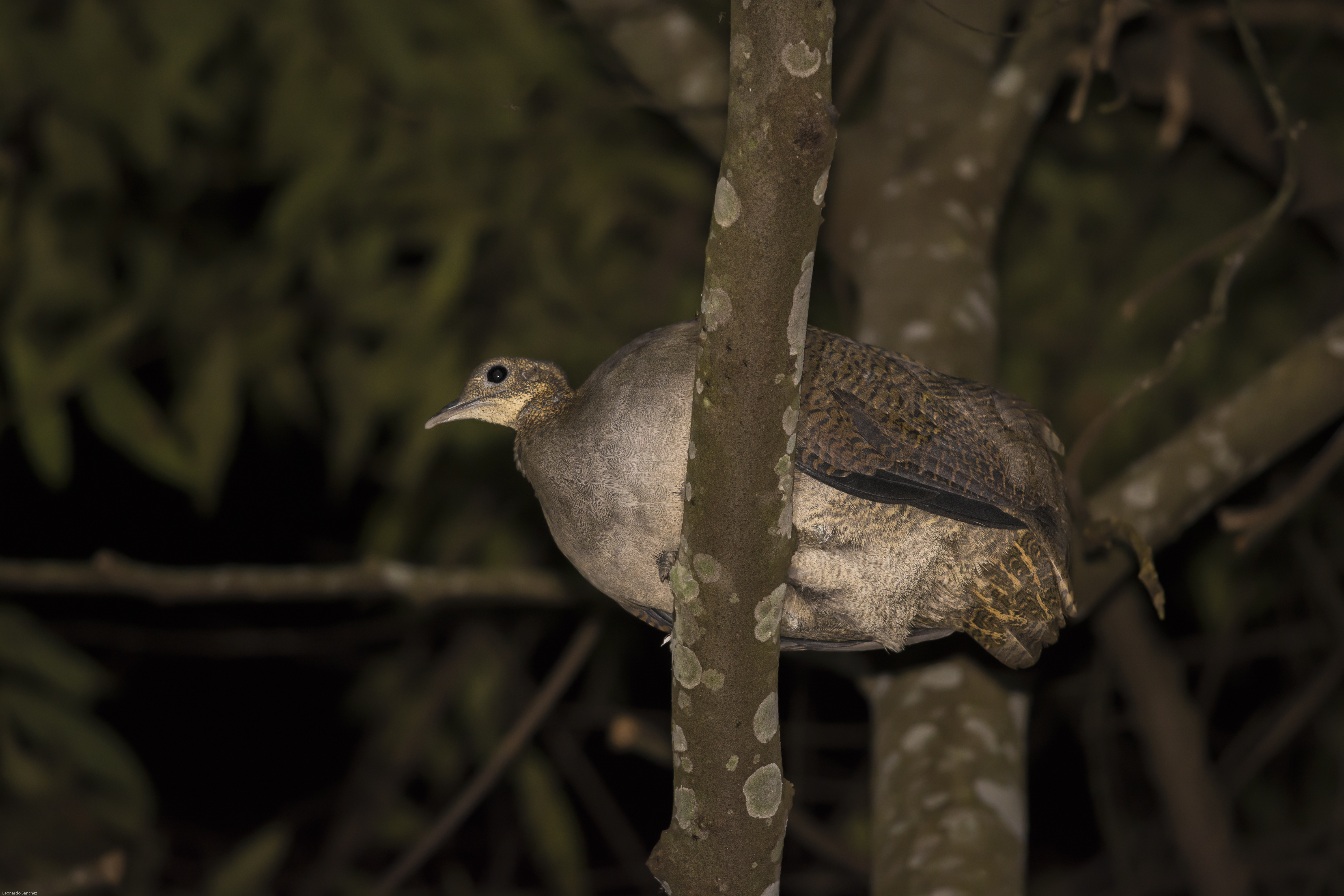
樹上の個体
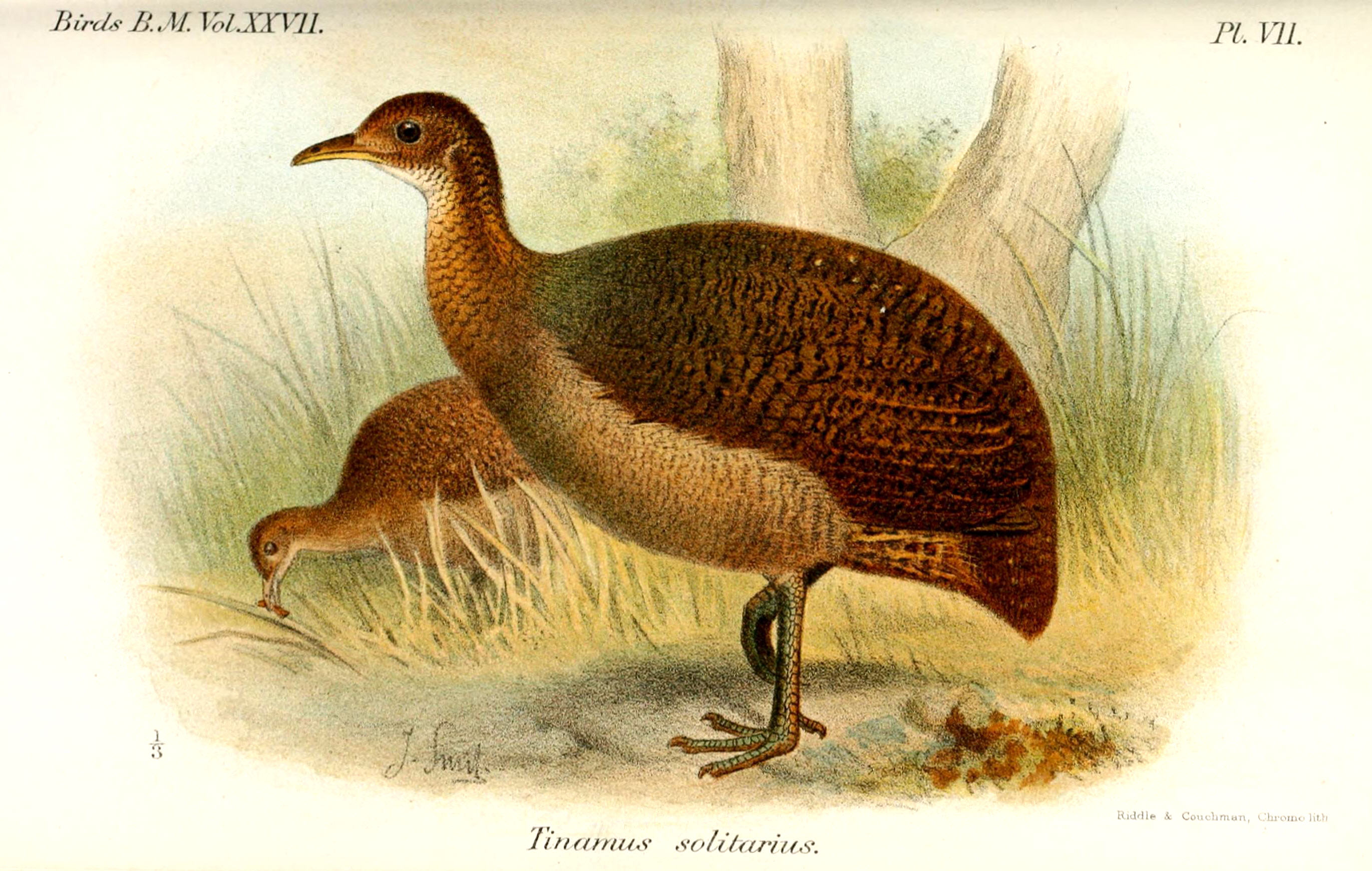
挿絵
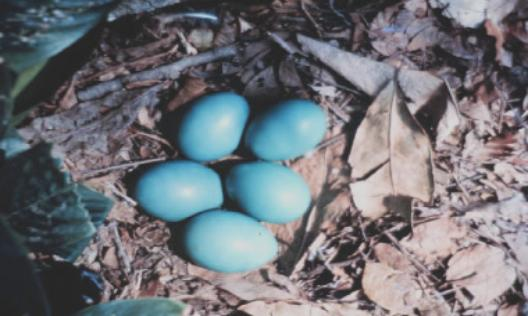
巣と卵